# Gerty
Gerty és un poble dels Estats Units a l'estat d'Oklahoma. Segons el cens del 2000 tenia 101 habitants.

## Demografia
Segons el cens del 2000, Gerty tenia 101 habitants, 40 habitatges, i 29 famílies. La densitat de població era de 162,5 habitants per km².
Dels 40 habitatges en un 37,5% hi vivien nens de menys de 18 anys, en un 52,5% hi vivien parelles casades, en un 10% dones solteres, i en un 27,5% no eren unitats familiars. En el 25% dels habitatges hi vivien persones soles el 12,5% de les quals corresponia a persones de 65 anys o més que vivien soles. El nombre mitjà de persones vivint en cada habitatge era de 2,53 i el nombre mitjà de persones que vivien en cada família era de 2,9.
Per edats la població es repartia de la següent manera: un 29,7% tenia menys de 18 anys, un 8,9% entre 18 i 24, un 19,8% entre 25 i 44, un 27,7% de 45 a 60 i un 13,9% 65 anys o més.
L'edat mediana era de 34 anys. Per cada 100 dones de 18 o més anys hi havia 91,9 homes.
La renda mediana per habitatge era de 20.250 $ i la renda mediana per família de 18.750 $. Els homes tenien una renda mediana de 23.750 $ mentre que les dones 13.750 $. La renda per capita de la població era de 8.496 $. Entorn del 20% de les famílies i el 25,3% de la població estaven per davall del llindar de pobresa.

## Poblacions més properes
El següent diagrama mostra les poblacions més properes.